# Sasho Petrovski
Sašo "Sasho" Petrovski (Bankstown, 5 de março de 1975) é um futebolista australiano.
Descendente de macedônios, Petrovski defendeu as cores de Bankstown City Lions, Parramatta Eagles, Wollongong Wolves, Viborg, Parramatta Power, Sydney FC, Central Coast Mariners e Newcastle Jets, sua atual equipe.